# Owen Lewis
Owen Lewis (nombre italiano: Ludovico Audoeno; nombre latino: Audœnus Ludovisi;  Llangadwaladr, isla de Anglesey, 15 de diciembre de 1533 - Roma, 14 de octubre de 1595) fue un religioso, obispo y diplomático  galés.
De 1580 a 1584 residió en Milà, probablemente como administrador o vicario, junto con Carlos Borromeo.
Fue consagrado obispo de Cassano ajo'Ionio el 14 de febrero de 1588 por el cardenal Nicolas de Pellevé. El 1591 fue nombrado también nuncio apostólico en Suiza.
Murió en Roma el 14 de octubre de 1594 y fue enterrado en la capilla del Venerable Colegio de Anglés. El 1595, el teólogo Thomas Stapleton le dedicó su Promptumium Catholicum.